# USS Rhode Island (BB-17)
El USS Rhode Island (BB-17) fue el último acorazado tipo pre-dreadnought clase Virginia de la Armada de los Estados Unidos, y el segundo en llevar ese nombre. Fue construido en el astillero de Fore River Shipbuilding Company, en Quincy, Massachusetts, con su quilla colocada en mayo de 1902 y botado en noviembre de 1904. La embarcación finalizada fue puesta en servicio con la flota en mayo de 1906. Estaba armado con una batería principal de cuatro cañones de 305 mm, y ocho de 203 mm, y podía navegar a una velocidad máxima de 19 nudos (35 km/h).
La carrera de la embarcación consistió principalmente en el entrenamiento junto con otros acorazados de la Flota del Atlántico. Formó parte del crucero de la Gran Flota Blanca, de 1907 a 1909, y después de eso permaneció por un largo periodo en el Atlántico. A finales de 1913, zarpó a la costa del Caribe mexicano para proteger los intereses estadounidenses durante la Revolución Mexicana. Después de que Estados Unidos entró a la Primera Guerra Mundial en abril de 1907, fue asignado con las patrullas antisubmarinas frente a la costa este de los Estados Unidos. A partir de diciembre de 1918, después del fin de la guerra, fue usado para repatriar a los soldados estadounidenses. Transportó cerca de 5000 soldados en el lapso de cinco viajes. Fue transferido brevemente a la Flota del Pacífico en 1919 antes de ser dado de baja en 1920 y ser vendido como chatarra en 1923 bajo los términos del Tratado naval de Washington.

## Diseño
El Rhode Island tenía una eslora de 134.49 m, una manga de 23.24 m, y un calado de 7.24 m. Tenía un desplazamiento estándar de 14 948 toneladas largas, y de 16 094 a máxima capacidad. Era impulsado por motores de vapor de triple expansión de dos ejes con una potencia de 19 000 caballos de fuerza (14 000 kW), conectados a dos ejes de hélices. El vapor era generado por doce calderas Babcock & Wilcox de carbón. El sistema de propulsión generaba una velocidad máxima de 19 nudos (35 km/h). Tal como fue construido, tenía mástiles militares pesados, pero fueron reemplazados en 1909 por mástiles de celosía. Tenía una tripulación de 812 oficiales y marinos.
Estaba armado con una batería principal de cuatro cañones calibre 305 mm/40 serie 4 en dos torretas dobles en la línea central, una en la proa y otra en la popa. La batería secundaria consistía en ocho cañones calibre 203 mm/45, y doce cañones calibre 152 mm/50. Los cañones de 203 mm estaban montados en cuatro torretas dobles; dos de ellas superpuestas sobre las torretas de la batería principal, las otras dos al frente de la chimenea delantera. Los cañones de 152 mm estaban colocados en casamatas en el casco. Contaba con doce cañones calibre 76 mm/50 para la defensa a corta distancia contra buques torpederos, también montados en casamatas a lo largo del casco, y con doce cañones de 3 libras. Como estándar de los buques capitales de ese período, el Rhode Island contaba con cuatro tubos lanzatorpedos de 533 mm en lanzadores sumergidos a los costados del casco.
El cinturón blindado del Rhode Island era de 279 mm de grosor sobre los pañoles y las salas de máquinas, y de 152 mm en el resto de la embarcación. Las torretas de la batería principal tenían costados de 305 mm de grosor, y las barbetas de apoyo tenían 254 mm en los costados expuestos. La torre de mando tenía costados de 229 mm de grosor.

## Historial de servicio

### Primeros años y Gran Flota Blanca

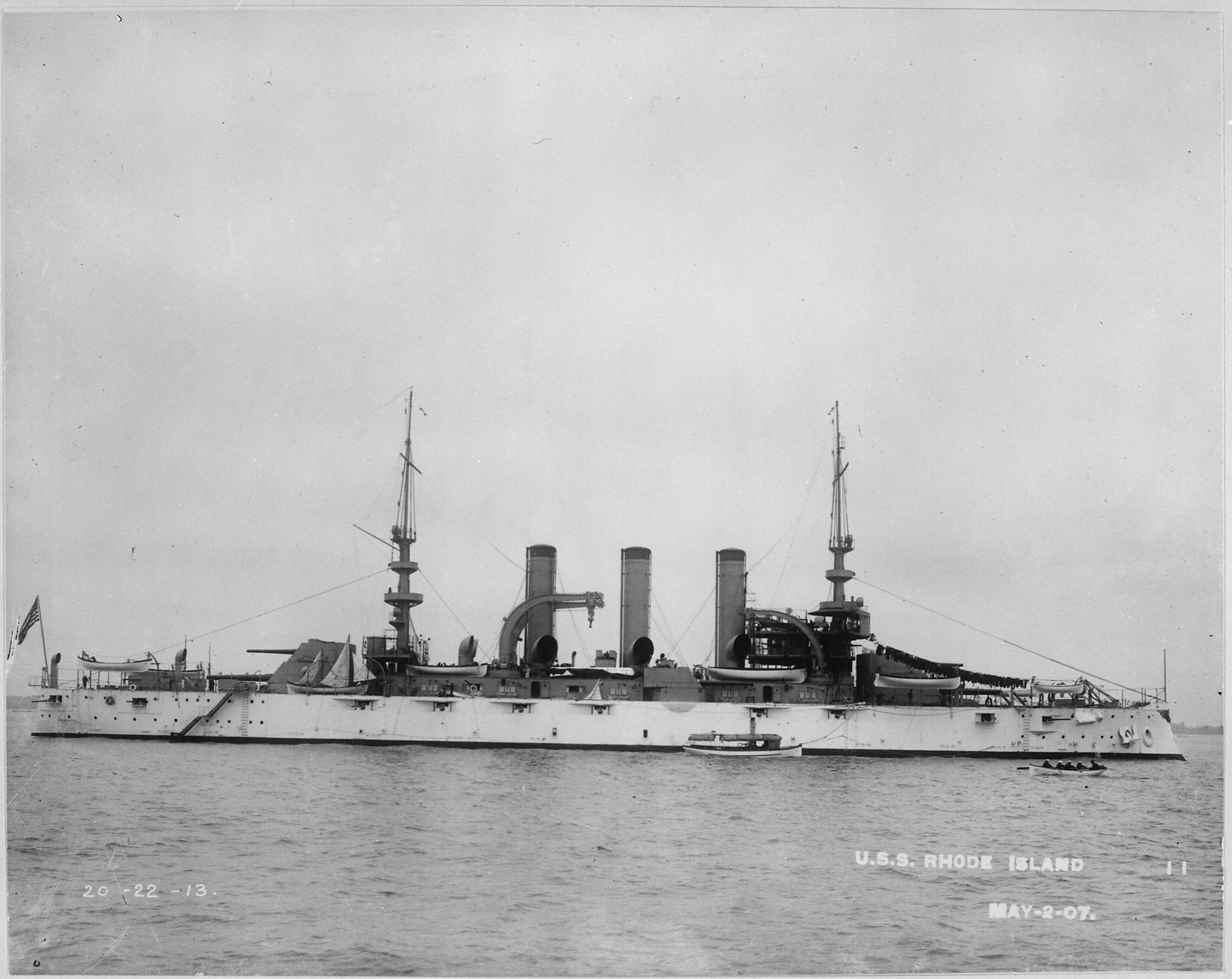
USS Rhode Island, 1907

La quilla del Rhode Island fue colocada en el astillero Fore River Shipyard en Massachusetts, el 1 de mayo de 1902, y fue botado el 17 de mayo de 1904 con pocas fanfarrias por una huelga de trabajadores en el astillero. Al botarlo, el barco se atascó en un banco de lodo, donde permaneció antes de ser remolcado a flote dos días después. Fue completado un año después, y el 19 de febrero de 1906 fue puesto en servicio con la flota. Realizó un crucero de acondicionamiento extensivo y varias pruebas antes de zarpar a Hampton Roads, donde fue asignado a la 2.ª División del 1.er Escuadrón de la Flota del Atlántico el 1 de enero de 1907. Partió de Hampton Roads el 9 de marzo de 1907 hacia la bahía de Guantánamo, Cuba. Ahí, la embarcación junto con el resto del 1.er Escuadrón realizaron maniobras y entrenamiento de artillería. Después de la conclusión de estos ejercicios, regresó a la costa este de los Estados Unidos para un crucero a la bahía de Cabo Cod.
Regresó el 8 de diciembre a Hampton Roads, donde junto con otros quince acorazados pasaron una revista naval al inicio del crucero de la Gran Flota Blanca. A los acorazados se les unieron transportes y un escuadrón de torpederos. El 16 de diciembre, el presidente Theodore Roosevelt pasó revista a la flota antes de que partieran a su primera etapa del viaje. El crucero de la Gran Flota Blanca fue concebido como una forma de demostrar el poderío militar de los Estados Unidos, particularmente hacia Japón. Las tensiones entre Estados Unidos y Japón habían comenzado a aumentar después de la victoria japonesa en la guerra ruso-japonesa, en 1905. La prensa de ambos países pedía la guerra, y Roosevelt esperaba utilizar la demostración de poderío naval para disuadir cualquier agresión japonesa. La flota navegó hacia el sur al Caribe, y luego a Sudamérica, haciendo paradas en Puerto España, Río de Janeiro, Punta Arenas y Valparaíso, entre otras ciudades, Después de llegar a México en marzo de 1908, la flota pasó tres semanas llevando a cabo prácticas de artillería.
La flota continuó su viaje por la costa americana del Pacífico, deteniéndose en San Francisco, y Seattle antes de cruzar el Pacífico hacia Australia, deteniéndose de camino en Hawái. Algunas paradas en el Pacífico Sur incluyeron Melbourne, Sídney y Auckland. Después de dejar Australia, la flota giró al norte hacia Filipinas, deteniéndose en Manila antes de continuar hacia Japón, donde se realizó una ceremonia de bienvenida en Yokohama. En noviembre, le siguieron tres semanas de ejercicios en la bahía de Súbic, Filipinas. Las embarcaciones pasaron por Singapur el 6 de diciembre y entraron al océano Índico, cargaron carbón en Colombo antes de cruzar el canal de Suez y volvieron a abastecerse de carbón en Puerto Saíd, Egipto. La flota hizo escala en varios puertos del Mediterráneo antes de detenerse en Gibraltar, donde una flota internacional de barcos de guerra británicos, rusos, franceses y alemanes los recibieron. Las embarcaciones cruzaron el Atlántico para regresar a Hampton Roads el 22 de febrero de 1909, habiendo viajado 46 729 millas náuticas (82 542 km). Ahí, pasaron revista para el presidente Theodore Roosevelt.

### 1909-1923

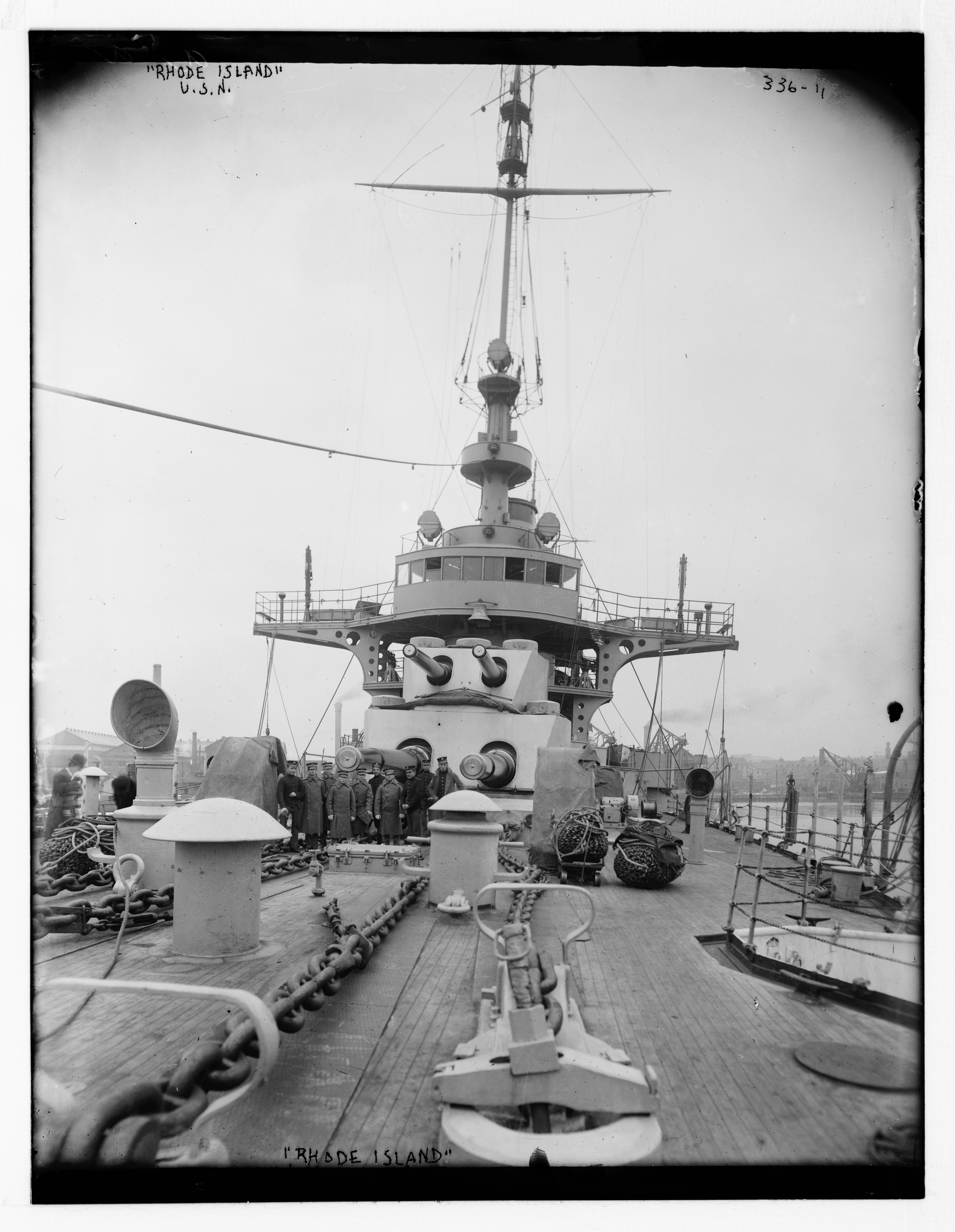
Torre de mando y cañones de proa del Rhode Island, 1906 aproximadamente

Concluida la revista, zarpó para una revisión en el astillero de Nueva York. El 8 de marzo, durante la revisión, fue asignado a la 3.ª División del 1.er Escuadrón. Después de salir de dique seco, regresó a su rutina de maniobras de tiempos de paz con el resto del escuadrón, prácticas de artillería, y cruceros de entrenamiento. En febrero de 1910 realizó un crucero por el Caribe. Fue reasignado con la 4.ª División del 1.er Escuadrón el 20 de octubre, y dos semanas después, junto con el resto del escuadrón, pasó una revista naval para el presidente William Taft. Las embarcaciones cruzaron el Atlántico para visitar puertos europeos; el Rhode Island se dirigió a Gravesend, Inglaterra. Durante el crucero, la flota realizó un entrenamiento de batalla a gran escala y de reconocimiento. Junto al resto de las demás embarcaciones, cruzaron de vuelta el Atlántico y arribaron a la bahía de Guantánamo el 13 de enero de 1911.
La embarcación regresó a su rutina de tiempos de paz, que duró los siguientes tres años, interrumpido solamente por un crucero a Cayo Hueso, Florida; y La Habana y la bahía de Guantánamo, Cuba, de junio a julio de 1912. A su regreso, fue reasignado temporalmente como buque insignia de la 3.ª División el 17 de julio. Esta encomienda duró poco, y el 1 de agosto el comandante de división transfirió el mando a su embarcación hermana New Jersey. El 28 de junio de 1913, el Rhode Island se convirtió de nuevo en buque insignia de la división, período que duró hasta el 18 de enero de 1914. A finales de 1913, la Armada de los Estados Unidos comenzó a involucrarse en la Revolución Mexicana; el Rhode Island navegó a las costas de Veracruz, Tampico y Tuxpan para proteger los intereses estadounidenses en México. En febrero de 1914, la embarcación abandonó el área y paró dos semanas en la bahía de Guantánamo antes de regresar a su rutina normal en los Estados Unidos.
Regresó en dos cruceros más al Caribe para demostrar presencia militar, la primera vez de octubre de 1914 a marzo de 1915, y la segunda de enero a febrero de 1916. Durante este periodo, sirvió como buque insignia de la 4.ª División, 1.er Escuadrón, del 19 de diciembre de 1914 al 20 de enero de 1915. El 15 de mayo de 1916, fue degradado a la flota de reserva en el astillero de Boston, y retirado formalmente de la Flota del Atlántico un día después. Del 24 de junio al 28 de septiembre sirvió como buque insignia del comandante en jefe de la Fuerza de Reserva de la Flota del Atlántico. Fue puesto en servicio de nuevo el 27 de marzo de 1917, cuando las tensiones con Alemania aumentaron drásticamente como resultado de la campaña de guerra submarina indiscriminada de este último lanzada a principios de ese año. Estados Unidos declaró la guerra el 6 de abril, y el 3 de mayo la embarcación se convirtió en buque insignia de la 3.ª División de Acorazados de la Flota del Atlántico. La tripulación de la embarcación pasó por un entrenamiento exhaustivo para que el acorazado estuviera listo para el combate antes de ser asignado a las patrullas antisubmarinas frente a la isla de Tangier, Maryland. Su base fue en Hampton Roads, en 1918.
En abril fue transferido a la 2.ª División de Acorazados, y en junio realizó pruebas de torpedos. En noviembre, al final de la guerra, fue asignado en la operación de transporte de soldados estadounidenses de regreso de Francia. El primer viaje de la embarcación comenzó el 18 de diciembre; junto al Virginia zarparon a Brest, Francia, lugar al que llegaron el 30 de diciembre. Embarcaron entre los dos navíos a 2043 soldados a lo largo de tres días en el puerto. En el transcurso de cuatro viajes más, el último de los cuales concluyó el 4 de julio de 1919, transportó a más de 5000 hombres hasta Boston. El 17 de julio fue asignado como buque insignia del 1.er Escuadrón de Acorazados de la Flota del Pacífico. Zarpó de Boston cinco días después y navegó hasta el puerto Balboa, en la desembocadura del Canal de Panamá. Después de cruzar el Canal, navegó al norte, hacia el astillero de Mare Island, California, donde permaneció a lo largo de 1920. El 30 de junio fue dado de baja y puesto en la reserva. De acuerdo a los términos del Tratado naval de Washington, fue vendido como chatarra el 1 de noviembre de 1923 y fue desguazado. La campana del acorazado se conserva en exhibición en el Capitolio del Estado de Rhode Island.